# Ossi
Ossi (sardinsky: Ossi) je italská obec (comune) v provincii Sassari v regionu Sardinie. Nachází se ve výšce 322 metrů nad mořem a má přibližně 5 500 obyvatel. Rozloha obce je 30,09 km².